# Final Fantasy X
Final Fantasy X, (en japonès ファイナルファンタジーX), és un videojoc de rol desenvolupat i publicat el 2001 per SquareEnix.
És el desè lliurament de la saga de Final Fantasy (abreviat FF) i va ser la primera a aparèixer per a PlayStation 2. Presentat en el 2001, va estar entre els 20 videojocs de consola més venuts de la història.
Dins de la Saga Final Fantasy aquest joc marca una transició entre escenaris sense cap dimensió i entorns tri-dimensionals complets, aconseguit gràcies al processador Emotion Engine de la PlayStation 2.
Final Fantasy X és la primera de les sèries a presentar un ampli rang d'expressions facials molt realistes, així com altres èxits tecnològics sobre els efectes gràfics, com a la variació de llums i ombres entre les diferents parts de la vestimenta d'un personatge. També és el primer joc de la saga en incorporar veus en els diàlegs dels personatges, doblades per actors professionals.

## Història
El joc comença amb Tidus dient: "Listen to my story, this may be our last chance" ("Escolteu la meva història, pot ser que sigui la nostra última oportunitat")
Tidus és una jove promesa del Blitzball. Un dia, durant un partit, un estrany ser ataca la ciutat on Tidus viu. Auron, un misteriós personatge que coneixia el pare d'en Tidus, Jecht, l'ajuda a escapar introduint-se a una enorme esfera. L'esfera, que és la major amenaça coneguda, es diu Sinh. Auron sap molt més del que sembla saber...
Tidus es desperta en un lloc desconegut. Cansat i dèbil cerca refugi dins d'unes ruïnes, on és atacat per una bèstia. Després de la batalla, és auxiliat per una misteriosa noia anomenada Rikku. Ella se l'emporta i li dona menjar. Després, Tidus s'assabentarà que Zanarkand va ser destruïda 1.000 anys enrere...
I aquí és on veritablement comença l'aventura. Haurem de descobrir què és el que està passant. Però per a això haurem de descobrir moltes altres coses. Coneixerem molts altres personatges en una èpica història que ens revelaran a poc a poc la veritat del de Sinh.

## Personatges

### Personatges principals
- Tidus: És un noi alegre, impulsiu i enèrgic de 17 anys. És una jove promesa del Blitzball i s'ha convertit en l'estrella dels Zanarkand Abes, l'equip de la seva ciutat, Zanarkand. Mai s'ha portat bé amb el seu pare, que va ser un jugador molt famós Blitzball abans que desaparegués quan Tidus era petit. La seva agilitat li permeten atacar als seus rivals, fins i tot als més ràpids. Utilitza les espases. Al principi del joc, es pot triar el nom que li vols posar. El seu turbo(atacs molt més forts que els normals)utilitza diferents habilitats que va aprenent al llarg de l'aventura. La principal és l'estocada mortal que la tens al principi del joc entre d'altres.

- Yuna: És una noia molt sincera i honesta. El seu pare és el Gran Invocador Braska, i la seva mare, una Albhed. Yuna s'embarca en un pelegrinatge amb tots els seus guardians en la recerca de l'Eó Suprem, per derrotar el Sinh. Yuna és una experta en magia blanca, i és l'únic personatge amb el poder per invocar Eons, uns poderosos esperits del passat. El seu turbo és invocació+.

- Wakka: Viu a l'illa de Besaid. És l'entrenador i el capità de l'equip de Blitzball del seu poble natal, els Besaid Aurochs. Wakka ha decidit retirar-se de l'esport després del torneig d'aquest any per poder dedicar-se completament a ser guardià de Yuna. Els seus llançaments de la pilota són molt útils contra els enemics voladors. Wakka sempre havia odiat la raça AlBhed, perquè per culpa d'ells, el seu germà Chappu va morir, però després de conèixer a la Rikku, es va adonar que aquesta actitud era incorrecta. La seva arma és una pilota de blitzball. El seu turbo es basa en diferents xuts amb efectes diferents, com electro, piro...

- Lulu: Un dels guardians de Yuna. Per ella, Yuna és com una gran petita. Té molta confiança en ella mateixa i no s'immuta per a res. Per això, a vegades sembla una mica insensible, però no ho és. La seva especialitat és la màgia negra, amb els elements aigua, foc electricitat i gel. Lulu és molt sàvia i coneix molt bé tota la història de Spira. Estava promesa amb Chappu, el germà de Wakka. El seu turbo és repetir molts cops un atac màgic com:piro++, el seu turbo també es diu temptació.

- Kimahri Ronso: És un jove guerrer de la raça Ronso, però el van desterrar de la seva tribu des que se li va trencar la banya... Ha cuidat a Yuna des de la seva infantesa. És poc parlador, però compleix fidelment la tasca de guardià de la invocadora Yuna. Kimahri pot aprendre tècniques enemigues gràcies a la seva habilitat "Esperit de Drac"i passen a formar part del seu turbo tècniques robades.

- Auron: És un home força enigmàtic. És un guardià llegendari que, al costat de Jecht (pare de Tidus)i el Gran Invocador Braska (pare de Yuna), va derrotar el Sinh fa deu anys. És un altre guardià de Yuna. Quan balanceja la seva poderosíssima katana fins i tot els seus rivals més temibles comencen a tremolar. Compleix la promesa que li va fer Braska i Jecht. El seu turbo es basa en tècniques espirituals utilitzant la katana.

- Rikku: Una jove d'Albhed molt alegre, extravertida, trapella i adorable que sempre diu el que pensa. Treballa molt per retornar al seu poble la prosperitat i el gran nom que tenia en el passat. L'habilitat més destacable de Rikku és la de robar objectes als enemics. A més, és la filla de Cid (Líder dels Albhed)i cosina de Yuna. És especialment útil en els combats amb enemics mecanitzats. El seu turbo és alquímia que encreua objectes per fer-ne d'altres més poderosos i els llança automàticament.

- Sinh : No és un verdader personatge, però és una criatura que és la personificació dels pecats que han fet en el passat els habitants de Spira. Si es mata, Sinh torna cada deu anys, i no pot ser vençut més que d'una sola manera: per un Invocador que haurà d'invocar l'últim Gran Eó.

### Personatges secundaris
- Seymour Guado: Seymour és el fill d'una invocadora humana i d'un guado. Va ser líder de la raça dels guado i la seva gran ambició sempre ha estat el poder. La seva mare és l'oradora d'Ànima, un Eó molt poderós, i ella es va sacrificar per poder atorgar-li la invocació d'Ànima al seu fill. Un cop descobriu el seu gran secret sera un enemic durant quatre cops en el joc cada cop més poderós.

- Braska: El pare de Yuna i considerat un invocador llegendari per tornar la Calma al món de Spira fa deu anys. Va tenir com a guardià Auron, que posteriorment es va convertir en el guardià de Yuna.

- Jecht: El pare de Tidus i considerat un guardià llegendari per tornar la Calma al món de Spira al costat de Braska i Auron durant deu anys.Com el seu fill en Tidus també va ser una estrella del blitzball que tenia un xut molt fort anomenat el xut de Jecht. En Tidus també pot aprendre aquesta tècnica per al blitzball.

- Cid: És el pare de la Rikku. Aquest Albhed condueix un immens vaixell volant que acollirà a la seva vora Yuna i als seus guardians.

- Dona: Aquesta jove noia és una Invocadora, rival de Yuna. No falla mai una ocasió de burlar-se d'ella.

- Belgemine: Ella també és una Invocadora, que ensenyarà nombroses coses sobre els Eons a Yuna.

- O'aka: És un venedor ambulant que es troba arreu de Spira. De tant en tant, et trobes al seu germà Wantz.

## Eons
Els Eons són criatures divines que només responen a la invocació d'un verdader invocador. Protegeixen als seus amos amb poders excepcionals.
Yuna és l'única del grup que pot invocar Eons. Quan ella efectua una invocació, la resta del grup s'ha d'apartar a una distància prudencial perquè Yuna pugui controlar les accions de l'Eó.
En el Final Fantasy X, hi ha un total de 8 Eons, però 3 són secrets:
- Valefor: És el primer Eó que obté Yuna, al Temple de Besaid. És el menys poderós, però no obstant això, és molt àgil i esquiva fàcilment els atacs.

- Ifrit: Yuna l'obté al Temple de Kilika. El seu element dominant és el foc. Ifrit s'assembla a un enorme llop de foc o a un dimoni de l'Infern, d'on probablement ha vingut.

- Ixion: És el tercer Eó, que s'uneix a Yuna al Temple de Djose. Els atacs són basats en el Tro (elecricitat). Té l'aparença d'un unicorn però amb una banya encorbada.

- Shiva: El quart que obtens, al Temple de Macalania. És una bella i implacable reina dels gels, a conseqüència de la seva afinitat amb aquest element.

- Bahamut: És un dels Eons més poderoses del joc. Yuna l'obté al Temple de Bevelle. Té una aparença força especial.

- Yojimbo: Aquest Eó és bastant peculiar. S'assembla a un gegantí home, vestit amb un vestit japonès. Sempre va acompanyat del seu gos, Daïgoro, que li serveix per atacar. A diferència dels altres Eons, Yojimbo només ataca si li pagues amb diners. Per aconseguir-lo has d'anar a la caverna de les "Terres Tranquil·les", que es troba prenent el camí que hi ha sota del lloc on lluites contra el gòlem abans d'arribar a la "Muntanya Gagazet". Has de vèncer-lo i donar-li entre 250.000 i 300.000 monedes.

- Anima: Aquest Eó extremadament poderos disposa d'atacs devastadors. Té l'aparença d'un gegantí monstre humanoide, encadenat. Només la meitat superior del seu cos és visible. L'altra meitat roman en un món d'aparença infernal. Una vegada que tinguis el vaixell volador, cerca en les següents coordenades: "X-11-16/Y-57-63", per aquesta zona es troba el temple Baaj. Si vas aconseguir el tresor de cada temple, obtindràs a Ànima.

- Les Germanes Magus: Aquest Eó no fa més que un, però és en fet composta de tres germanes. Maria, la més grassa; Samanta, la més gran; i Anabella, la més petita formen aquest trio d'aparença humana, però amb caràcters d'insectes (ales, antenes). Per obtenir-lo necessites 2 objectes:

- Flower Scepter: Necessites derrotar el Bahamut de Belgemine al Temple de Remiem.
- Blossom Crown: El reps dels monstres de tipus sorra quan capturis tots els monstres de la Muntanya Gagazet. Després dirigeix-te a la porta segellada del temple Remiem.

## Races

### Humans
Dins dels humans hi ha: 
- Invocadors: Encarregats de vèncer al Sinh.

- Guardians: Protegeixen als invocadors.

- Civils: Tots els altres

- Monjos/es: Encargats dels temples i de difondre el missatge de Yevon per tota Spira.

- Venerables: Tienen el poder. Són els que manen sobre tots els seguidors de Yevon.

### Albhed
Raça d'aspecte humà que viuen al marge de la societat. Formen una comunitat al món de Spira. Es distingeixen per la utilització de màquines per tot. Tenen una mala reputació, ja que la utilització de màquines és contra els preceptes de Yevon. Són rossos, i l'iris dels seus ulls té la forma d'una espiral. Parlen una llengua estranya: cal trobar tots els diccionaris per a saber-lo parlar. La mare de Yuna era Albhed.

### Ronso
Són éssers d'aparença felina. Són molt grans i tenen una gran força física així com una bona agilitat. Viuen a la Montanya Gagazet.
Roben tècniques als seus rivals mitjançant la tècnica "Esperit de Drac".

### Guado
Raça d'aspecte humà però amb molt més poder màgic i amb el cabell verd. Viuen a Guadosalam i són els encarregats de protegir l'Etèreo.

### Monstres
Ànimes d'una de les races esmentades anteriorment. Quan algú mort ha de ser enviat per un invocador perquè vagi a l'Etèreo. Si no és enviat, l'ànima es converteix en un monstre per sembrar caos i destrucció.

## Spira
Spira és el nom donat al món de Final Fantasy X. Està compost d'un continent principal i d'algunes illes. Tot seguit una llista dels principals llocs de Spira:
- La ciutat sagrada de Zanarkand, se situa a l'extrem nord del continent principal. Va ser destruïda per l'atac de Sinh fa 1000 anys. Avui només en queden del ruïnes. Tidus és originari d'aquesta ciutat.

- La ciutat de Bevelle, el centre espiritual de la religió de Yevon. Està situada més o menys en el centre del continent. És la capital de Spira.

- L'illa de Besaid, és l'indret on Tidus troba per primera vegada els seus companys de viatge. Aquesta petita illa tranquil·la protegeix un temple en el qual Yuna ha après a ser invocadora.

- Luca, és una gran ciutat en la qual els habitants de Spira poden divertir gràcies a les diverses animacions presents: estadi de Blitzball, Òpera… És la segona ciutat més important de Spira.

- Guadosalam, és una estranya ciutat on viu la raça Guado. Es troba la casa de Seymour Guado.

- La Montanya Gagazet, és una muntanya sagrada on un poble d'orgullosos guerrers en són els guardians, els Ronsos.

- L'illa de Bikanel és situada a l'oest del Continent. És un immens desert on es troba el refugi AlBhed.

- Les ruïnes d'Omega, situades a l'est del Continent són un lloc tenebrós i inhabitat on resideixen els més poderosos monstres de Spira. No s'hi pot accedir més que després d'haver desbloquejat el vaixell volador.

- La Plana Felicitat, és un immens camp on tots els invocadors havent acabat el seu pelegrinatge han d'anar per tal de vèncer Sinh.

- El Sèlenos és el riu més gran de Spira, se'l travessa a esquena d'immensos shoopufs, una mena d'elefants.

- La carretera de Mi'Hen, el nom prové del que l'ha creat 800 anys abans, Sir Mi'Hen per tal d'enllaçar Luca i Bevelle.

## Les veus
Heus aquí la llista dels actors que donen les seves veus per a les dues versions del joc 
(Personatge --- Veu anglesa / Veu japonesa)
- Tidus --- James Arnold Taylor / Masakazu Morita
- Yuna --- Hedy Burress / Mayuko Aoki
- Auron --- Matt McKenzie / Hideo Ishikawa
- Wakka --- John DiMaggio / Kazuya Nakai
- Lulu --- Paula Tiso / Rio Natsuki
- Kimahri --- John DiMaggio / Katsumi Chô
- Rikku --- Tara Strong / Marika Matsumoto
- Jecht --- Gregg Berger / Masuo Amada
- Seymour --- Alex Fernandez / Junichi Suwabe
- Cid --- Michael McShane / Kouichi Sakaguchi

## Blitzball
El Blitzball és un esport practicat al món de Spira de Final Fantasy X. Té cert parentesc amb el futbol, l'handbol i al waterpolo. El joc es realitza dins d'una immensa esfera antigragravitatòria plena d'agua. Cada equip, està compost per 6 jugadors: Un porter, Un central, Dos defenses, Dos davanters. El joc consisteix a posar tants gols a la porteria contrària (una porteria triangular) abans que acabi el temps (2 períodes de 5 minuts cada un). Qui més gols faci, guanya. Tidus, és el fill de Jecht, el llegendari jugador de Blitzball. La seva tècnica més avançada de Tidus és "El magnífic Tret de Jecth núm. 3". El Blitzball és una part fonamental per a les vides dels habitants de Spira, ja que és l'únic entreteniment que tenen per oblidar els problemes amb Sihn. Un altre jugador important en la història del Blitzball és Wakka, líder dels Besaid Aurochs.

### Equips[calcitació]
Els equips que hi ha a Spira són:
- Besaid Aurochs: El pitjor equip de tota Spira, amb cap victòria des de fa moltíssim temps, encara que això canvia quan arriba Tidus.
- Zanarkand Abes: Gran equip que jugava Tidus abans que anés a Spira.
- Luca Goers: És l'equip amfitrió dels partits de Blitzba. És un dels millors equips de Spira, amb cap derrota i moltes victòries.
- Kilika Beasts: És un dels pitjors equips de Spira.
- Guado Glories: L'únic bo d'aquest equip és la velocitat.
- Albhed Psyches: És un dels millors equips de Spira
- Ronso Fangs: És un dels millors equips de Spira, tot i que sent els més lents de tots.

## Anècdotes
- Final Fantasy X és el primer joc de la saga a proposar diàlegs sonors.

- Tidus mai és mencionat pel seu nom. Això és degut al fet que al començament del joc el jugador és convidat a escollir el nom de l'heroi.

- Hi ha una continuació del joc, Final Fantasy X-2, on continua la història amb el final del joc.

- Al Japó, els preencàrrecs del joc va ser la xifra d'un milió d'unitats en només disset dies.